# Bilaterální dohoda
Bilaterální dohoda (z latinského bi- = dva, latus = strana) je dohoda, nejčastěji mezinárodní smlouva, která řeší obchodní, politické či jiné vztahy mezi dvěma stranami. Je-li účastníky dohody více stran, jde o dohodu mnohostrannou čili multilaterální.
Většina mezinárodní diplomacie dnes probíhá na bilaterální úrovni. Příkladem může být smlouva mezi dvěma zeměmi, výměna velvyslanců, státní návštěva a další.
Systém bilaterálních dohod začal nedostačovat po první světové válce, kdy vznikaly mnohostranné dohody v rámci Společnosti národů, po druhé světové válce pak vznikl celý mnohostranný systém dohod, který zahrnuje např. GATT a OSN.

## Bilaterální dohody Švýcarské konfederace a Evropské unie
Příkladem bilaterálních dohod může být např. vztah mezi Švýcarskem a Evropskou unií, a sice pouze v těch oblastech, v kterých spolupráci smluvně upravují.
Švýcaři v dosud proběhlých referendech odmítli:
- přístup k Evropskému hospodářskému prostoru v povinném referendu (1992, zamítnutí spolkovou vládou podepsané smlouvy vedlo i k dobrovolnému pozastavení žádosti vlády o začátek jednání o podmínkách přístupu k EU, tehdy jí podané v Bruselu)
- v referendu fakultativním (2001, vyvolaným lidovou iniciativou „Ano k Evropě!“) i jen začátek jednání o přístupu k EU.

Cesta bilaterálních dohod, také podléhajícím referendům, je v současné době většinou švýcarské společnosti považována za jedinou možnou a odpovídající švýcarským zájmům. Místo paušálního převzetí směrnic a pravidel EU je tak možné upravit vztahy tak, jak je s EU upravuje většina zemí světa.